# Кривая Улица
Кривая Улица  — деревня в Ржевском районе Тверской области. Входит в состав сельского поселения Медведево.

## География
Находится в южной части Тверской области на расстоянии приблизительно 23 км по прямой на юго-запад от вокзала станции Ржев-Балтийский на правом берегу реки Осуга.

## История
В 1859 году здесь (деревня Ржевского уезда Тверской губернии) было учтено 6 дворов, в 1939—22.

## Население
Численность населения: 48 человек (1859 год), 3 (русские 100 %) в 2002 году, 1 в 2010.